# Alles is nog mogelijk
Alles is nog mogelijk is het vijfde album van het Nederlandse muzikale cabaretduo Yentl en de Boer.
Het studioalbum kwam uit in 2024 en bestaat uit 12 nummers die afkomstig zijn uit de Poelifinario-winnende voorstelling Modderkruipers en is uitgebracht op 17 juli 2024.
Het nummer Het juiste pad ontving een nominatie voor de Annie M.G. Schmidtprijs voor het beste theaterlied van het seizoen.

## Nummers
1. Wanneer - 04:01
2. De laatste bitterbal - 04:55
3. Hou maat - 04:47
4. Modderkruipers - 03:25
5. Dan had ik het ook niet gemist - 04:02
6. Het juiste pad - 04:52
7. Staande houden - 04:37
8. Bobs vader - 04:47
9. Hoe is dat dan gekomen? - 04:25
10. Ik ben een ander - 05:09
11. Niemand is expres een rotzak - 02:52
12. Alles is nog mogelijk - 04:52

## Singles
- Wanneer
- Ik ben een ander